# Tour Down Under femminile
Il Tour Down Under femminile (in inglese Santos Women's Tour Down Under) è una corsa a tappe femminile di ciclismo su strada che si svolge in Australia, che ricalca l'omonima competizione maschile. Organizzata per la prima volta nel 2004, fino al 2015, è stata considerata corsa dilettantistica. Dal 2016 è inclusa nel Calendario internazionale femminile UCI come corsa di categoria 2.2., dal 2020 ha fatto parte del calendario dell'UCI Women's ProSeries come categoria 2.Pro mentre dal 2023 è entrata a far parte del calendario dell'UCI Women's World Tour come categoria 2.WWT.

## Albo d'oro
Aggiornato all'edizione 2025.
| Anno                                    | Vincitrice                                       | Seconda                                          | Terza                                            |
| Jacob's Creek Tour Down Under           |                                                  |                                                  |                                                  |
| --------------------------------------- | ------------------------------------------------ | ------------------------------------------------ | ------------------------------------------------ |
| 2004                                    | Oenone Wood                                      | Sara Carrigan                                    | Olivia Gollan                                    |
| 2005                                    | Jenny MacPherson                                 | Rochelle Gilmore                                 | Alexis Rhodes                                    |
| The Advertiser Women's Criterium Series |                                                  |                                                  |                                                  |
| 2006                                    | Jenny MacPherson                                 | Sally Cowman                                     | Bridget Evans                                    |
| UniSA Women's Criterium Series          |                                                  |                                                  |                                                  |
| 2007                                    | Jenny MacPherson                                 | Belinda Goss                                     | Peta Mullens                                     |
| 2008-2011                               | non organizzato                                  | non organizzato                                  | non organizzato                                  |
| Santos Women's Tour                     |                                                  |                                                  |                                                  |
| 2012                                    | Judith Arndt                                     | Rebecca Werner                                   | Alexis Rhodes                                    |
| 2013                                    | Kimberley Wells                                  | Nicole Whitburn                                  | Jenny MacPherson                                 |
| 2014                                    | Loes Gunnewijk                                   | Valentina Scandolara                             | Amanda Spratt                                    |
| 2015                                    | Valentina Scandolara                             | Melissa Hoskins                                  | Loren Rowney                                     |
| 2016                                    | Katrin Garfoot                                   | Shelley Olds                                     | Lauren Kitchen                                   |
| 2017                                    | Amanda Spratt                                    | Janneke Ensing                                   | Kirsten Wild                                     |
| 2018                                    | Amanda Spratt                                    | Lauren Stephens                                  | Katrin Garfoot                                   |
| 2019                                    | Amanda Spratt                                    | Lucy Kennedy                                     | Rachel Neylan                                    |
| 2020                                    | Ruth Winder                                      | Liane Lippert                                    | Amanda Spratt                                    |
| 2021                                    | non disputata a causa della pandemia di COVID-19 | non disputata a causa della pandemia di COVID-19 | non disputata a causa della pandemia di COVID-19 |
| 2022                                    | non disputata a causa della pandemia di COVID-19 | non disputata a causa della pandemia di COVID-19 | non disputata a causa della pandemia di COVID-19 |
| 2023                                    | Grace Brown                                      | Amanda Spratt                                    | Georgia Williams                                 |
| 2024                                    | Sarah Gigante                                    | Nienke Vinke                                     | Neve Bradbury                                    |
| 2025                                    | Noemi Rüegg                                      | Silke Smulders                                   | Mie Bjørndal Ottestad                            |

## Statistiche

### Vittorie per nazione
Aggiornato all'edizione 2025.
| Pos. | Nazione     | Vittorie |
| ---- | ----------- | -------- |
| 1    | Australia   | 11       |
| 2    | Germania    | 1        |
| 2    | Italia      | 1        |
| 2    | Paesi Bassi | 1        |
| 2    | Stati Uniti | 1        |
| 2    | Svizzera    | 1        |